# NGC 3751
NGC 3751 is een elliptisch sterrenstelsel in het sterrenbeeld Leeuw. Het hemelobject werd op 5 april 1874 ontdekt door de Britse astronoom Ralph Copeland.

## Synoniemen
- UGC 6601
- MCG 4-28-9
- HCG 57F
- PGC 36017